# HELL-SEE
HELL-SEE（ヘルシー）は、2003年3月19日にリリースされた、Syrup 16gの累計4枚目、メジャー3作目のアルバムである。

## 概要
今作のレコーディングはコロムビアの地下のスタジオとも呼べないような部屋でレコーディングされている。
当初はシングルをリリースする予定で予算とスケジュールが組まれていたが、「シングルは出したくない」という五十嵐が短期間で15曲のレコーディングを強行し
結果、1,500円というシングル価格のフルアルバムとしてリリースされた（後述のリマスタリング時には、正式なフルアルバムとして
価格も改定されている）。またライブ音源を収録したDisc2の付いた1万枚限定の「限定版」も発売されており、ネットオークションで高価格で取引されている。
CDの本体、歌詞カードには「ヘルシー」をそのまま漢字変換したかのような「へる氏ー」という名前のキャラクターが描かれている。
2010年に再発された際、エンジニア高山徹の手によってリマスタリングされた。

## 収録曲
1. イエロウ
  - 1曲目で盛り上がる曲を作ってみたいという事で生まれた。
2. 不眠症
  - レコーディング前日にコード進行を考え、当日はほぼ一発で録り終えた曲。五十嵐いわく、この曲の雰囲気を決定付けるものはビートだと語っている。「良いドラムを叩かないと、やっぱり曲として良い悪いがそこで左右されると思うんですけど、僕が提供できるものはやっぱりギターだから、そこの中だけで言わせてもらえるのであれば、もうコードがまず在りきですね。」歌詞の一部で「うるせぇてめぇ　メェー」と唄われているが、アルバムのジャケットには羊が描かれている。
3. Hell-see
  - 今作からキタダマキが本格的に参加しだし、キタダの方から様々なアイデアを提案され、それを取り入れている。
4. 末期症状
  - 「末期症状」という単語からイメージを膨らませた曲。最初は「末期症状」と連発する曲の筈だったが、それでは面白くないと言うことで、ふと思いついた「抱きまくら」という単語がしっくりくるので思わず入れてしまったという。
5. ローラーメット
  - テレビで醜態を晒すロックスターを歌った曲。「本当のロックスターはどんなに辛くてもスターを演じていなければいけない」という五十嵐のロックスターへの理想が込められている。タイトルの由来はロラメットという薬からきている。因みにイントロ部分はThe Policeの「De Do Do Do, De Da Da Da」のイントロを引用している。
6. I'm劣性
  - 自分が劣性であるということを歌うことで、少なくとも自分は曲を作り演奏するだけの能力はある優性であるという曲。故、劣性ではあるが、劣性に陥る場合、劣性ではない世界には、人は優性である状況であるということ。
7. (This is not just)Song for me
8. 月になって
  - 五十嵐が初めて書いた判りやすいラブソング。それまで恋愛に関する曲の歌詞を理解していなかった事をコンプレックスとしていたので、この曲が出来た時はびっくりしたと語る。
9. ex.人間
  - 五十嵐曰く「一番ヘビーな曲」。ex人間とは「人間」から「神」になったのではなく、「人でなくなってしまった」という意味である。PVでは、歌う五十嵐の周りをアニメ調の線画のキャラ（ふわふわ）が出現。最初は歌にあわせて踊ったりするものとなっているものの、最終的にそのキャラ同士が、殺しあったり、燃え上がったり、血を流したりして死に、また出現して殺しあう。これが曲の終わりまで繰り返されるといった内容。
10. 正常
  - 人間の進化について五十嵐が考え、結局普通に生きる事しか出来ず、その普通に生きるという事こそが一番辛いという事を歌っている曲。PVは、歪んだ真っ赤な世界がひたすら映っていて、薬を飲むと少しだけ正常な世界に戻る、といった内容になっている。
11. もったいない
12. Everseen
  - 重い歌詞や曲が続いたために、それを解消したいと思って出来た曲。
13. シーツ
14. 吐く血
  - 拒食症の女性を歌った曲。最初はリフの格好よさの入ったアッパーな曲を作りたいという理由で作られたので、全くシロップらしくない曲になると思っていた。その為、ここまで暗い歌詞が乗るとは想像していなかったという。
15. パレード
  - 五十嵐がファンに対し、「明日も生きたい」という希望を歌った曲。